# Варварска краљевства
Варварска краљевства, позната и као постримска краљевства, западна краљевства или рана средњовјековна краљевства, биле су државе које су основали различити неримски, првенствено германски, народи у западној Европи и сјеверној Африци након пада Западног римског царства у 5. вијеку. Образовање варварских краљевстава био је сложен, постепен и углавном ненамјеран поступак, пошто римска држава није успјела да се избори са варварским досељеницима на царским границама, што је довело до инвазија и позивања на царску територију, али је истовремено ускратила варварима могућност да се правилно интегришу у римско друштво. Утицај варварских владара, у почетку мјесних војсковођа и клијентских краљева са неодређеном територијом, порастао је како су их римски цареви и узурпатори користили као пионе у грађанским ратовима. Тек након пропасти дјелотивнорне средишње власти Западног римског царства, варврски посједи су постали краљевства са одређеном територијом.
Варварски краљеви запада су се ослањали на легитимитет повезујући се са Римским царством како би ојачали своју власт. Практично сву су преузели звање dominus noster („наш господар”), који су раније користили цареви, а многи су преузели и praenomen Флавије, који су носили практично сви римски цареви у касној антици. Краљеви су обично заузимали подређени положај у дипломатији са Источним царством. Варварски краљеви су такође усвојили многе видове касне римске администрације, али стари римски систем се постепено распао и нестао током вијекова, убрзан периодима политичких превирања. Главна разлика између администрације Западног царства и варварских краљевстава била је њихова размјера, пошто су варварске власти, због контроле знатно мање територије, биле мање сложеније. Као резултат тога, дошло је до значајнијег пада животног стандарда, као и друштвене и економске сложености. Углавном, варварска краљевства су била веома крхка и кратковјечна. У вријеме крунисања краља Франака Карла Великог за цара 800. године, догађај који се обично сматрао обиљежавањем краја доба варварских краљевстава, ипак само је Франачку издвојио од огромне и разнолике мреже краљевстава.